# 尾崎真吾
尾崎 真吾（おざき しんご、1944年8月15日 - ）は、日本のアニメーター・イラストレーターである。血液型はA型。山口県山口市出身。

## 経歴
- 1944年 - 山口県に生まれる。
- xxxx年 - カンザス・フォートヘイズ州立大学（アメリカ）の大学院美術学部修士号を取得。
- 1971年 - 全日本コマーシャル協議会、フイルムフェスティバルにてグランプリ賞・イラストレーション賞を受賞。
- 1972年 - カンヌ・フイルムフェスティバルにて銀賞を受賞。
- 1974年 - 全日本コマーシャル協議会、フイルムフェスティバルにてアニメーション賞ならびにアメリカ・クリオ賞を受賞。
- 1975年 - フリーになり、有限会社イラストレーション・ワークショップ75（ナナハン）を設立。
- 1985年 - 日本雑誌広告にて、少スペース部門銀賞を受賞。
- 1989年
  - NHKアニメドラマ『アニメ三銃士』のキャラクターデザイン担当。
  - 横浜博覧会・三菱未来館コンピューター・グラフィックス3Dのデザイン担当。
  - NHK秋の90分ドラマスペシャル「ダックスフントのワープ」のアニメーション担当。
- 1992年
  - アリゾナ サ・ツーソンにあるリンダ・ベスタより奨学金を受け, 6週間ブルース・マッグローから水彩画を教わる。
  - カンサスにて、スモーキーヒルズアート展にてaward受賞。
- 1993年
  - 全日本カレンダー展にて特別第二部門賞を受賞。
  - 三菱鉛筆のカレンダー（1993年度）に鉛筆画の作品使用。
  - ニューヨーク　ソーホーのヘノリックギャラリーでニュータレントとしてドローイングを出品。
- 1994年
  - 新聞広告にて日経流通広告賞を受賞。
  - キヤノン・コピーCMに常盤貴子を鉛筆画で制作。
  - キヤノン・コピーの新聞広告に常盤貴子を鉛筆画で制作。　
  - ミネソタ モーリス大学にてジョン・ウトゥアート・イングル教授より水彩画の手ほどきを6箇月受ける。
- 1995年
  - キヤノン・コピーの新聞広告に古手川祐子を鉛筆画で制作。
  - ナショナル電子レンジ「エレックさん」のCMキャラクター『歌舞伎役者』『石川五右衛門』を制作。
  - VITA海外旅行パンフレットの表紙のイラストレーションを制作。
  - 山口県長門市観光協会イベントの『引き揚げ船・興安丸』50周年記念イベントのポスターのイラストレーションを制作。
- 1996年
  - ホンダ・プリモのカレンダー（1996年）のイラストレーションを制作。
  - 金子みすゞの詩にイメージ画を制作（ポストカードとしてみすゞ館に常設展示。
  - 日産自動車のパンフレット用カタログにイラストを使用。
  - 三井不動産の住宅用カタログにイラストを使用。
  - コクヨのCM『コクヨのヨコク篇』を制作。
- 1999年
  - 山口県美祢郡美東町（現美祢市）の観光看板のイラストレーションを制作。
  - 山口県きらら博ニュースの表紙イラストレーションを制作。
  - 日本列島リレーシンポジュームのポスター&小冊子のイラストレーションを制作。
- 2000年
  - 中国郵政局発行『中国地方の自然～花』記念切手の原画制作。
  - 郵政省発行『社会を明るくする運動50回記念』の記念切手の原画制作。
- 2001年
  - 中国郵政局発行『山口きらら博』（21世紀未来博覧会）記念切手の原画制作。
- 2002年 - 関東郵政局発行『みなと横浜』記念切手の原画制作。
- 2003年
  - 中国郵政局発行『長門みすゞ』記念切手の原画制作。
  - JR西日本（美祢線・厚狭～仙崎）のみすゞ列車（2003年4月11日から運行）の列車デザイン・イラストレーションを制作。（メイシス広告賞でグランプリ賞を受賞）
- 2005年
  - 関東郵政局発行『関東花紀行2』の切手の原画制作。
  - 4月から長門市の市広報に『尾崎眞吾のみすゞギャラリー』として水彩画をシリーズで掲載. 2017年11月現在も継続中。
- 2007年
  - 中国郵政局発行『中国5県鳥シリーズ』の切手の原画制作。
  - JR西日本山陰本線の観光列車のデザイン「みすゞ潮彩号」の（車体・車内）を担当。
- 2008年
  - 1月12日より山口新聞に『地球一周の船旅』と題して毎週土曜日に紀行文を一年半に亙り執筆。
  - 三菱鉛筆の新製品（三菱ユニ）発売のイメージ画を鉛筆画で製作。
  - 山口県周南市郷土美術資料館にて『尾崎眞吾40年の軌跡』を展示。
- 2009年
  - 中国地蔵尊霊場「真福寺」の依頼で地蔵画を水彩で制作。その地蔵画を4月14日の合同法要に合わせて記念切手として制作される。
  - 第14回山口県文化功労賞を受賞。
- 2010年 - 日本郵政公社より2011年度年賀状（山口県版）のイラスト制作。
- 2011年 - 秋芳洞「黒谷隧道・トンネル内」三億年のタイムトンネル・300mの壁画制作
- 2012年 - 二玄社より金子みすゞ詩画集「みすゞと海と」が発売される。
- 2013年 - 福音館書店より宇部・常盤常盤公園の物語り「ふわふわ」が発売。
- 2017年
  - 長門市広報誌に2005年からみすゞの詩に「尾崎眞吾のみすゞギャラリー」として掲載。
  - 11月にて掲載200回になる。
  - 200回を記念して2018年1月13日より一週間の予定で、長門市企画による展示が「ルネッサながと」にて展示予定。

現在アニメーション協会・日本児童作家連盟・日本モデルシップ友の会に所属。

## 主な作品

### みんなのうた
- 夢みる子ねこ（デューク・エイセス）（1983年8・9月）
- キャベツUFO（工藤順子）（1984年6月・7月）
- ああおかしいね（東京放送児童合唱団）（1985年6月・7月）
- トタン屋根のワルツ（工藤順子）（1985年10月・11月）
- 神父さんのパイプオルガン（アグネス・チャン、東京放送児童合唱団）（1987年4月・5月）
- にが虫おじさん（子門真人）（1987年12月・1988年1月）

### ひらけ!ポンキッキ
- タヌキのあかちゃん（鹿島ヒデヤ）
- ねんこっこ（鹿島ヒデヤ）
- ピンクのバク（ぶんけかな）
- ほえろ！マンモスくん（児島由美）

### ピッカピカ音楽館
- いつ?どこで?だれが?（おおたか清流）

## 関係リンク
- イラストレーター尾崎眞吾オフィス｜ビジュアルコミュニケーターの仕事場から